# Emre Güngör
Emre Güngör (Isztambul, 1984. augusztus 1. –) török labdarúgó, a Galatasaray hátvédje.

## Sikerei, díjai
- Galatasaray
  - Turkcell Süper Lig: 1 (2007–2008)